# Sensations-Prozess
Sensations-Prozess ist ein deutsches Stummfilm-Gerichtsdrama aus dem Jahre 1928 von Friedrich Fehér mit seiner Frau Magda Sonja in der Hauptrolle. Der Geschichte liegt das Schauspiel „Prozess Bunterbart“ von Max Brod zugrunde, das sich an einem Pariser Sensationsprozess rund um eine Madame Steinheil orientierte.

## Handlung
Ein wohlhabender Maler, der betagte Prof. Bunterbart, wird eines Morgens in seiner Villa erschossen vorgefunden. Seine Gattin Klarissa wurde betäubt und gefesselt. Die Einrichtung ist offensichtlich von den Tätern verwüstet worden, denn Gegenstände und Wäschestücke liegen wild verstreut umher. Die polizeilichen Ermittlungen legen jedoch nahe, dass mit einiger Wahrscheinlichkeit die angeblich betäubte Ehefrau selbst die Tat begangen und sich anschließend selbst gefesselt haben muss, mithin der gemutmaßte Raubmord von ihr fingiert wurde. Der Staatsanwalt bringt denn auch eine Anklageschrift wegen Mordes auf den Tisch, während Frau Bunterbarts Verteidiger Dr. Spindler auf Freispruch plädiert. Bald entwickelt sich das Verfahren zu einem regelrechten Sensationsprozess, wie der Filmtitel glauben machen will, da sich immer wieder neue Wendungen ergeben.
So kommt beispielsweise heraus, dass Frau Bunterbart ihrem deutlich älteren Gatten fremd ging und eine Affäre mit dem schmucken Colonel Sullivan hatte. Ebenfalls überraschend erscheint die Tatsache, dass sich der offensichtlich über Klarissas Ehestand im Unklaren gehaltene Sullivan von dieser Frau in dem Augenblick zurückziehen wollte, als er erfuhr, dass sie verheiratet ist. Prof. Bunterbart wiederum, so belegt ein Brief, zeigte sich bereit, seine Gattin für den deutlich jüngeren Liebhaber freizugeben. Schließlich kommt das Gericht nicht umhin, die Angeklagte freizusprechen, da es sich herausstellt, dass der mutmaßliche Mord am Maler ein Selbstmord war. Klarissa Bunterbarts Verteidiger glaubt sich durch dieses Verfahren seiner Mandantin sehr nahegekommen zu sein und macht ihr im Anschluss daran einen Heiratsantrag. Doch die Freigesprochene weist Dr. Spindler kühl zurück. Am Ausgang des Gerichtsgebäudes wartet bereits ein Herr auf sie, dessen Wagen sie besteigt und mit dem sie wegfährt.

## Produktionsnotizen und Zensurprobleme
Sensations-Prozess, in Österreich unter dem Titel Madame Steinheil (s. o.) gelaufen, entstand im Dezember 1927 und Januar 1928 in Staaken. Seit dem 2. März 1928 wurde der Streifen bei den ersten drei Vorlagen von der Zensur verboten, und zwar wegen, wie es in der Begründung hieß, „entsittlichender Wirkung“, mit der die öffentliche Ordnung gefährdet sei. Auch wurden diverse Szenen aus dem Gerichtssaal massiv gerügt, da diese angeblich karikierender Gestalt (etwa bei der Darstellung der Geschworenen) seien bzw. durch verfälschende Darstellungen „Zweifel in die Objektivität des Staatsanwalt und damit der Rechtspflege, deren Organ er ist“, säen würden. Schließlich passierte der mit zahllosen kleinen Schnittauflagen bedachte Film am 19. März 1928 die Zensur und wurde vier Tage darauf im Titania-Palast uraufgeführt. Für die „beste Antwort“ auf die Frage „War sie die Täterin?“ wurde „bei jeder Vorstellung eine Prämie von 100 Mark ausgesetzt“. Der mit Jugendverbot belegte Zehnakter besaß eine beträchtliche Länge von 3368 Metern.
Otto Moldenhauer gestaltete die Filmbauten.

## Kritik
Der Tag schrieb: „In der Hauptrolle der Angeklagten findet Magda Sonja Gelegenheit, ihre Erscheinung und ihr schauspielerisches Können in hellstes Licht zu setzen. Dem alternden Gatten gibt Karl Goetz das gütig Verstehende und doch Problematische seines Wesens. Die Rolle des jüngeren Liebhabers spielt Anton Pointner mit eisiger Exaktheit, die die Seele des Beschauers frösteln macht.“